# Bernsdorf (herb szlachecki)
Bernsdorf (Berensdorff) – polski herb szlachecki pochodzenia pruskiego.

## Opis herbu
Na tarczy czterodzielnej w polach I i IV srebrnych niedźwiedź czarny w lewo, w II i III czerwonych kleszcze srebrne na ukos.
Dwa klejnoty nad hełmami w koronach: w prawym pół niedźwiedzia czarnego jak na tarczy, w lewym 2 trąby biało-czerwone z pięcioma listkami (lub piórkami) na przemian błękitnymi i czerwonymi.
Labry z prawej czarne, podbite srebrem, z lewej czerwone, pobite srebrem.

## Najwcześniejsze wzmianki
Przyniesiony z Prus w 1709 r

## Herbowni
Bernsdorf - Berensdorff.